# Onofre Alsamora i Perecaula
Onofre Alsamora i Peracaula (Barcelona, ca 1810 - 23 d'agost de 1880) fou un pintor format a l'Escola la Llotja.
Fill de Jaume Alsamora/Alzamora "tenedor de libros" i de Josefa Peracaula/Perecaula. Mor a Barcelona a l'edat de 70 anys al c/Regomir, 12-3r pis vidu d'Eulàlia Merino.
En diverses exposicions celebrades a Barcelona entre 1850 i 1873 presentà nombrosos quadres amb vistes de monuments barcelonins i escenes de costums. Feu litografies per al volum dedicat a Catalunya a "Recuerdos y bellezas de España". Hi ha alguns dibuixos i aquarel·les seus (potser les millors captacions de l'ambient barceloní de carrer en l'època romàntica) al Museu d'Art Modern i al Museu d'Història de la Ciutat, a Barcelona.